# طبقات الفقهاء الشافعية
طبقات الفقهاء الشافعية لتقي الدين ابن الصلاح (المتوفى سنة 643هـ) في علم التراجم، وضعه ابن الصلاح، ثم هذبه ورتبه واستدرك عليه الإمام يحيى بن شرف النووي (ت 676هـ)، ثم بيّض أصوله ونقحه الإمام يوسف بن عبد الرحمن المزي (ت 742هـ).
كان ابن الصلاح قد جمع كتابه هذا على شكل مقطعات، وكان يتتبع التراجم الغريبة؛ لسهولة إلحاق التراجم المشهورة، يستخرجها من بطون الكتب والمجاميع التي حصلها خلال رحلته وعلى الأخص رحلته إلى خراسان، وكان في نيته كما يظهر أن يجمع فيه جمعاً وافياً، إلا أن المنية عاجلته. ثم جاء الإمام النووي فرأى الكتاب مقطعات، فلم ينقض عجبه منه لما حواه من فوائد جليلة، حتى قال فيه: «نفيس، لم يصنف مثله ولا قريب منه، ولا يغني عنه في معرفة الفقهاء غيره، ويقبح بالمنتسب إلى الشافعي جهله». فشرع في تهذيبه وترتيبه والاستدراك عليه، لكن المنية اخترمته وحالت دون مقصوده، فكان حصيلة ما استدركه أربع عشرة ترجمة مستقلة، وضمّن فوائد واستدراكات في تسع تراجم ذكرها المصنف. ثم جاء تلميذه الحافظ أبو الحجاج المزي فبيّض الكتاب ونقحه، ولم يتصرف في النص أو يزد عليه سوى زيادته الفريدة في ترجمة الداوودي.

## أهمية الكتاب
اشتهر الكتاب حتى صار عمدة المصنفين في طبقات الشافعية بعده، كالسبكي والإسنوي وابن كثير وابن قاضي شهبة وغيرهم، إذ ساهم في إخراجه ثلاثة من جهابذة الحفاظ.